# Minturn (Arkansas)
Minturn – miasto w Stanach Zjednoczonych, w stanie Arkansas, w hrabstwie Lawrence.